# Уткино (Солигаличский район)
Уткино — опустевшая деревня в Солигаличском муниципальном округе Костромской области. Входит в состав Солигаличского сельского поселения

## География
Находится в северо-западной части Костромской области на расстоянии приблизительно 20 км на северо-восток по прямой от города Солигалич, административного центра района.

## История
Была нанесена на карту 1840 года. В 1872 году здесь было отмечено 24 двора, в 1907 году—36. До 2018 года входила в состав Куземинского сельского поселения.

## Население
Постоянное население составляло 132 человека (1872 год), 167 (1897), 196 (1907), 0 как в 2002 году, так и в 2022.